# Műkorcsolya a 2012. évi téli ifjúsági olimpiai játékokon
A 2012. évi téli ifjúsági olimpiai játékokon a műkorcsolya versenyeit január 14-e és 21-e között rendezték Innsbruckban. Gálát is rendeztek január 22-én. Összesen 5 versenyszámban avattak ifjúsági olimpiai bajnokot. A versenyeken 1996-ban vagy 1997-ben született sportolók vehettek részt, ez alól kivétel a párosban és a jégtáncban szereplő fiú sportolók, akik 1994 és 1997 közötti születésűek lehettek.
A csapatversenyben egy lány műkorcsolyázó, egy fiú műkorcsolyázó és egy jégtánc páros alkotott egy csapatot.

## Éremtáblázat
(A táblázatokban az egyes számoszlopok legmagasabb értéke, vagy értékei vastagítással kiemelve.)
| A 2012. évi téli ifjúsági olimpiai játékok éremtáblázata műkorcsolyában | A 2012. évi téli ifjúsági olimpiai játékok éremtáblázata műkorcsolyában | A 2012. évi téli ifjúsági olimpiai játékok éremtáblázata műkorcsolyában | A 2012. évi téli ifjúsági olimpiai játékok éremtáblázata műkorcsolyában | A 2012. évi téli ifjúsági olimpiai játékok éremtáblázata műkorcsolyában | Olimpia  |
| ----------------------------------------------------------------------- | ----------------------------------------------------------------------- | ----------------------------------------------------------------------- | ----------------------------------------------------------------------- | ----------------------------------------------------------------------- | -------- |
|                                                                         | Ország                                                                  | Arany                                                                   | Ezüst                                                                   | Bronz                                                                   | Összesen |
| 1.                                                                      | Oroszország (RUS)                                                       | 2                                                                       | 2                                                                       | 3                                                                       | 7        |
| 2.                                                                      | Kína (CHN)                                                              | 2                                                                       | 0                                                                       | 1                                                                       | 3        |
| –                                                                       | Nemzetek vegyes csapatai                                                | 1                                                                       | 1                                                                       | 1                                                                       | 3        |
|                                                                         |                                                                         |                                                                         |                                                                         |                                                                         |          |
| 3.                                                                      | Japán (JPN)                                                             | 0                                                                       | 1                                                                       | 0                                                                       | 1        |
| 3.                                                                      | Ukrajna (UKR)                                                           | 0                                                                       | 1                                                                       | 0                                                                       | 1        |
|                                                                         |                                                                         |                                                                         |                                                                         |                                                                         |          |
| Összesen                                                                | Összesen                                                                | 5                                                                       | 5                                                                       | 5                                                                       | 15       |

## Érmesek
| A 2012. évi téli ifjúsági olimpiai játékok érmesei műkorcsolyában | |        | |        | |        |
| Versenyszám                                                       | Arany | Arany  | Ezüst | Ezüst  | Bronz | Bronz  |
| Fiú egyéni                                                        | Han Jan · Kína (CHN) | 192,45 | Uno Sóma · Japán (JPN) | 167,15 | Feodoszij Efremenkov · Oroszország (RUS) | 163,46 |
| Lány egyéni                                                       | Elizaveta Tuktamysheva · Oroszország (RUS) | 173,10 | Agyelina Szotnyikova · Oroszország (RUS) | 159,08 | Li Zijun · Kína (CHN) | 157,70 |
| Páros                                                             | Kína (CHN) · Yu Xiaoyu · Jin Yang | 153,82 | Oroszország (RUS) · Lina Fedorova · Maxim Miroshkin                                                                                             | 134,19 | Oroszország (RUS) · Anastasia Dolidze · Vadim Ivanov                                                                                               | 112,72 |
| Jégtánc                                                           | Oroszország (RUS) · Anna Yanovskaya · Sergey Mozgov                                                                                                  | 146,96 | Ukrajna (UKR) · Aleksandra Nazarova · Maxim Nikitin                                                                                             | 131,68 | Oroszország (RUS) · Maria Simonova · Dmitri Dragun                                                                                                 | 125,22 |
| Csapat                                                            | Jordan Bauth · Egyesült Államok (USA) · Uno Sóma · Japán (JPN) · Eugenia Tkachenka · Fehéroroszország (BLR) · Yuri Gulitski · Fehéroroszország (BLR) | 16     | Eveliina Viljanen · Finnország (FIN) · Yaroslav Paniot · Ukrajna (UKR) · Maria Simonova · Oroszország (RUS) · Dmitri Dragun · Oroszország (RUS) | 16     | Park So-youn · Dél-Korea (KOR) · Alexander Lyan · Kazahsztán (KAZ) · Estelle Elizabeth · Franciaország (FRA) · Romain Le Gac · Franciaország (FRA) | 14     |